# Tye (Texas)
Tye è una città degli Stati Uniti d'America, situata nello Stato del Texas, nella Contea di Taylor.